# ديوك نيلسون
ديوك نيلسون (بالإنجليزية: Duke Nelson)‏ هو مدير فني أمريكي، ولد في 26 أبريل 1907، وتوفي في 22 أكتوبر 1989.